# Arnold Wesker
Arnold Wesker (Londra, 24 maggio 1932 – Brighton, 12 aprile 2016) è stato un drammaturgo inglese.
Fu autore di 42 drammi, 4 volumi di racconti, 2 volumi di saggi, un libro di giornalismo, un libro per bambini, molti articoli e poesie. I suoi drammi sono stati tradotti in 17 lingue ed allestiti in tutto il mondo.

## Biografia
Nato nell'East End di Londra da una famiglia di immigrati ebrei russi e ungheresi, terminò le scuole a 14 anni, indotto dalle necessità economiche ad esercitare svariati lavori non qualificati. Dall'esperienza nella ristorazione (dapprima come sguattero, poi come aiuto cuoco e pasticcere) ricaverà alcuni dei suoi lavori più riusciti, The Kitchen e Chips with Everithing. Come militare di leva prestò servizio nella RAF. "Queste molteplici esperienze fanno di Arnold Wesker un socialista appassionato, utopista fino all'ingenuità" . Nel 1956 prese avvio la sua carriera di drammaturgo e, subito dopo le prime rappresentazioni dei suoi lavori, nel 1959, l'"Evening Standard" lo proclamò il "più promettente autore teatrale dell'anno" .  
I suoi primi lavori furono allestiti dalla English Stage Company al Royal Court Theatre e prodotti da George Devine e, in seguito, da William Gaskill. Talvolta diresse personalmente la regia delle sue opere, oltre che a Londra, all'Avana, a Stoccolma, a Monaco, ad Aarhus, a Oslo, e a Roma.
Ricevette tre lauree ad honorem
e nel 2006 fu nominato Sir. In Italia gli venne conferito il Premio Marzotto per La città tutta d'oro.
Arnold Wesker è morto nel 2016, reso ormai invalido dalla Malattia di Parkinson. Il suo archivio è stato acquistato dall'Università del Texas.

## Opere

### Opere teatrali
- The Kitchen, 1957 (La cucina, Einaudi 1965, traduzione di Betty Foà)
- Chicken Soup with Barley 1958. Traduzione italiana Brodo di pollo con l'orzo [5]
- Roots, 1959. Traduzione italiana Radici [5]
- I'm talking about Jerusalem, 1960. Traduzione italiana Parlo di Gerusalemme[5].
- Menace, 1961 (For Television)
- Chips with Everything, 1962 (Patatine di contorno, Einaudi 1965, traduzione di Betty Foà)
- The Nottingham Captain, 1962
- The Four Seasons, 1965
- Their Very Own and Golden City, 1966
- The Friends, 1970
- The Old Ones, 1970
- The Journalist, 1972
- The Wedding Feast, 1974
- Shylock, 1976
- Love Letters on Blue Paper, 1976
- One More Ride On The Merry-Go-Round 1978
- Phoenix, 1980
- Caritas, 1980
- Voices On The Wind, 1980
- Breakfast, 1981
- Sullied Hand, 1981
- Four Portraits of Mothers, 1982
- Annie Wobbler, 1982
- Yardsale, 1983
- Cinders, 1983
- Whatever Happened to Betty Lemon, 1986
- When God Wanted a Son, 1986
- Lady Othello, 1987
- Little Old Lady, 1987
- Shoeshine, 1987
- Badenheim 1939, 1987
- The Mistress, 1988
- Beorhtel's Hill, 1988
- Men Die Women Survive, 1990
- Letter To A Daughter, 1990
- Blood Libel, 1991
- Wild Spring, 1992
- Bluey, 1993
- The Confession, 1993
- Circles of Perception, 1996
- Break, My Heart, 1997
- Denial, 1997
- Barabbas, 2000
- The Kitchen Musical, 2000
- Groupie, 2001
- Longitude, 2002
- The Rocking Horse Kid, 2008
- Joy and Tyranny, 2010

### Narrativa
- Six Sundays in January 1971 (miscellanea che comprende i racconti Pools e Six Sundays in January, l'originale televisivo Menace, il diario autobiografico The London Diary for Stockholm, e  The Nottingham Captain, definito: "a moral for Narrator, Voices and Orchestra")
- Love Letters on Blue Paper 1974 raccolta di racconti (contiene The Man Who Became Afraid, A Time of Dying, Love Letters on Blue Paper)
- Said the Old Man to the Young Man 1978 raccolta di racconti (contiene The Man Who Would Never Write Like Balzac, Said the Old Man to the Young Man, The Visit)
- Fatlips 1978 (racconto per ragazzi dai 9 ai 14 anni)
- The King's Daughters 1998 (dodici racconti erotici basati su una favola dei fratelli Grimm)
- Honey 2006 (che sviluppa in romanzo la vita di Beatie Bryant, il personaggio già comparso nella commedia Roots)